# Agrostis tsaratananensis
Agrostis tsaratananensis é uma espécie de gramínea do gênero Agrostis, pertencente à família Poaceae.